# Rajd Wisły 1971
21. Rajd Wisły – 21. edycja Rajdu Wisły. Był to rajd samochodowy rozgrywany od 17 do 19 września 1971 roku. Była to czwarta runda Rajdowych Samochodowych Mistrzostw Polski w roku 1971. Został rozegrany na nawierzchni asfaltowej. Zwycięzcą rajdu został Krzysztof Komornicki.

## Wyniki końcowe rajdu[1][2]
| Miejsce | Kierowca               | Pilot               | Samochód              | Czas  | Strata | Grupa Klasa |
| ------- | ---------------------- | ------------------- | --------------------- | ----- | ------ | ----------- |
| 1       | Krzysztof Komornicki   | Błażej Krupa        | Polski Fiat 125p 1500 | 16:40 | -      | 8           |
| 2       | Włodzimierz Groblewski | Janusz Książkiewicz | Polski Fiat 125p 1500 | 20:39 | +3:59  | 8           |
| 3       | Wiesław Mrówczyński    | Bronisław Czekała   | Polski Fiat 125p 1500 |       |        | 8           |
| 4       | Włodzimierz Markowski  | Jerzy Wilbik        | Polski Fiat 125p 1500 |       |        | 8           |
| 5       | Zdzisław Łagan         | Karol Piekarski     | Trabant P601          | 24:42 | +8:02  | 1-2         |
| 6       | Mieczysław Urtnowski   | Jerzy Sypniewski    | FSO Syrena 104        | 26:24 | +9:44  | 3-4         |
| 7       | Ryszard Żyszkowski     | Andrzej Zembrzuski  | Polski Fiat 125p 1500 |       |        | 8           |